# Rivière Dumont (vattendrag i Kanada, lat 45,96, long -71,83)
Rivière Dumont är ett vattendrag i Kanada.   Det ligger i provinsen Québec, i den sydöstra delen av landet, 300 km öster om huvudstaden Ottawa.
I omgivningarna runt Rivière Dumont växer i huvudsak blandskog. Runt Rivière Dumont är det glesbefolkat, med 8 invånare per kvadratkilometer.